# Peter Pander
Peter Pander (Hannover, 19 ottobre 1951) è un ex calciatore, dirigente sportivo e manager tedesco.

## Carriera
Dopo aver concluso l'attività come calciatore, nelle cui vesti militò anche nelle giovanili dell'Hannover 96, iniziò ad allenare nella squadra amatoriale del club della Bassa Sassonia. Guidò poi le formazioni amatoriali di Heiligendorf TSV e SG Brackstedt, squadre dilettantistiche di Wolfsburg controllate dalla Volkswagen, per cui Pander lavorava a tempo pieno.

### Wolfsburg
Sotto la direzione del responsabile del dipartimento calcistico Manfred Aschenbrenner, nel 1991 Pander entrò nello staff del Wolfsburg e assunse alcuni incarichi dirigenziali. Negli anni successivi il club avrebbe conosciuto una sorprendente ascesa, culminata nella promozione in Bundesliga nel 1997. Da questo momento Pander fu nominato manager del Wolfsburg.
Nel periodo in cui Pander fu alla guida della dirigenza il club decise di costruire un nuovo stadio: la Volkswagen Arena, che fu inaugurata già due anni dopo l'inizio dei lavori.
Con il nuovo millennio la Volkswagen decise di investire molto in un progetto che si proponeva di portare il club in UEFA Champions League nel giro di qualche anno. Tra il luglio 1999 e il giugno 2003 sarebbero stati quarantadue i nuovi acquisti del Wolfsburg del manager Pander. Nell'agosto 2002 sarebbe stato acquistato l'ex nazionale tedesco Stefan Effenberg dal Bayern Monaco. Nell'estate del 2003 fu la volta del giovane argentino Andrés D'Alessandro, pagato 7,5 milioni di euro al River Plate. La squadra concluse la stagione 2003-2004 al decimo posto.
Le strade del Wolfsburg e Peter Pander si divisero il 24 agosto 2004. La squadra sconfisse per 3-0 il Colonia Under-23 nel primo turno della Coppa di Germania, schierando in campo il neo acquisto Marian Hristov su cui pendeva ancora una squalifica che il giocatore si era procurato nell'ultimo incontro del campionato precedente, quando era ancora in forza al Kaiserslautern. I dirigenti del Colonia inoltrarono un reclamo ed ottennero la vittoria a tavolino. Pander rassegnò quindi le dimissioni due giorni dopo la partita.

### Borussia Mönchengladbach
Nell'aprile 2005 Pander si trasferì al Borussia Mönchengladbach, che vide in lui il successore del dimissionario Christian Hochstätter. Il manager cambiò subito allenatore: Horst Köppel venne sostituito con Jupp Heynckes.
Come accadde a Wolfsburg, Pander allestì una campagna acquisti che risultò la più dispendiosa nella storia del club. Il Borussia, dopo l'avvio, si ritrovò stabilmente ad occupare le zone basse della classifica, colpito dagli infortuni che misero a nudo la mancanza di alternative nel reparto difensivo e da un'incapacità di andare in gol. Nel mercato di gennaio l'arrivo di Steve Gohouri riuscì a colmare in parte il vuoto in difesa. Vennero acquistati altri trequartisti, che si aggiunsero ai numerosi già presenti in rosa e vennero impiegati solo per pochi incontri per poi essere accantonati.
L'8 marzo 2007 la dirigenza del Borussia riuscì ad ottenere le sue dimissioni, assieme a quelle di Heynckes, affidando la squadra al nuovo team manager Christian Ziege e al tecnico olandese Jos Luhukay, ingaggiato a gennaio come secondo allenatore già in previsione di un imminente esonero di Heynckes.